# 前620年代
| 千纪： | 前1千纪 |
| 世纪： | 前8世纪 \| 前7世纪 \| 前6世纪                                                                              |
| 年代： | 前650年代 \| 前640年代 \| 前630年代 \| 前620年代 \| 前610年代 \| 前600年代 \| 前590年代                    |
| 年份： | 前629年 \| 前628年 \| 前627年 \| 前626年 \| 前625年 \| 前624年 \| 前623年 \| 前622年 \| 前621年 \| 前620年 |

前620年代從前629年1月1日開始，於前620年12月31日結束。

## 大事记
- 前629年，狄攻衛，衛遷都帝丘。
- 前628年，鄭文公捷卒，子鄭穆公蘭嗣位。晉文公重耳卒，子晉襄公歡嗣位。
- 前627年，秦國遣大將百里孟明潛軍襲鄭，鄭商人弦高偽稱使者犒軍。孟明不敢再進，滅滑國而還。
- 前627年，晉伏兵殽山，殲灭秦軍，擄孟明。
- 前627年，魯僖公申卒，子魯文公興嗣位。
- 前627年，白狄攻晉，戰於箕邑，晉元帥先軫被殺，白狄國君白狄子被擒。
- 前627年，晉大夫陽處父攻蔡，楚令尹子上救蔡，不戰而晉軍退，楚太子商臣誣子上受賄，殺子上。
- 前626年，衛成公不朝晉，遣大夫孔達侵略鄭國。晉攻衛，佔領戚邑。
- 前626年，楚成王欲廢太子商臣，而立幼子王子職。商臣發兵圍宮，楚成王自縊死，商臣嗣位，是為楚穆王。
- 前625年，秦大將百里孟明攻晉，以報殽山之敗，晉襄公迎擊，彭衙之战，秦軍又大敗。
- 前624年，秦穆公再攻晉國，攻陷王官、郊邑，遂稱霸主。
- 前624年，楚攻江國，周、晉聯軍攻楚方城以救江國。遇楚軍，不敢戰而還军。
- 前623年，楚滅江國。
- 前623年，秦用由余之謀，攻蜀，滅十二國，開地千里。
- 前623年，周襄王賜秦穆公金鼓。
- 前622年，許僖公卒，子許昭公嗣位。
- 前622年，楚滅六國、蓼國。
- 前621年，秦穆公卒，子秦康公嗣位，晉襄公卒，儿子夷皋年幼，國人欲立長君，大夫趙盾遣使赴秦迎公子雍。
- 前620年，秦送公子雍返晉。晉太子夷皋母穆嬴请求趙盾，趙盾背秦，立夷皋為晉靈公。起兵於令狐敗秦軍拒公子雍。
- 前620年，宋成公卒，弟禦殺太子嗣位。宋人殺禦，立宋成公少子杵臼，是為宋昭公。
- 前620年，魯滅須句國。